# Claude Jacques Lecourbe
Pour les articles homonymes, voir Lecourbe.
Claude Jacques Lecourbe, né le 22 février 1759 à Besançon (Doubs), mort le 22 octobre 1815 à Belfort (Territoire de Belfort), est un général français de la Révolution et de l’Empire. Il est le fils d'un officier d'infanterie, chevalier de Saint-Louis.

## Biographie

### Naissance
L'état-civil de Claude Jacques Lecourbe est complexe : comme l'explique le chanoine Rossignot dans sa communication de 1909 « la future dame Courbe, après avoir dissimulé sa grossesse à Ruffey, est venue faire ses couches à Besançon ». L'enfant, fils de Tiennette Vuillemot (il s'agit d'un faux nom), de la paroisse de Montbarrey bailliage de Dole, naît donc à Besançon le 22 février 1759, et est baptisé le 23 février comme « enfant illégitime » à l'église de la Madeleine sans mention du père,. En 1761 les parents s'étant mariés,, souhaitent la modification de l'état-civil de l'enfant qu'ils reconnaissent « Ils demandent que les mots : fils naturel de « Tiennette Villemot » soient raturés et remplacés par les suivants : fils du sieur Claude-Guillaume Courbe, ancien officier d'infanterie et de demoiselle Marie Valette ». Ils obtiennent satisfaction et sont désormais installés à Ruffey-sur-Seille. Le même auteur continue à donner des précisions : « Reste à expliquer la particule « Le » plus rare que le « De ». M. Castan rappelle que les Courbe avaient des prétentions nobiliaires. L'un d'eux, en 1730, se donnait le titre de comte Palatin et de chevalier de Saint-Jean de Latran. Le général, sans s'inquiéter des majuscules, ni des droits de ses ancêtres, a simplement réuni la particule à son nom. »
C'est sous ce nom de Claude Jacques Lecourbe qu'il se fera connaître en conservant ses attaches à Ruffey où il passe son enfance et fait construire entre 1810 et 1812 un château devenu la mairie-école du village. Il y sera également enterré. On a donc pu écrire que Ruffey-sur-Seille était la patrie du général Lecourbe, sans qu'il y soit né.

### Jeunesse

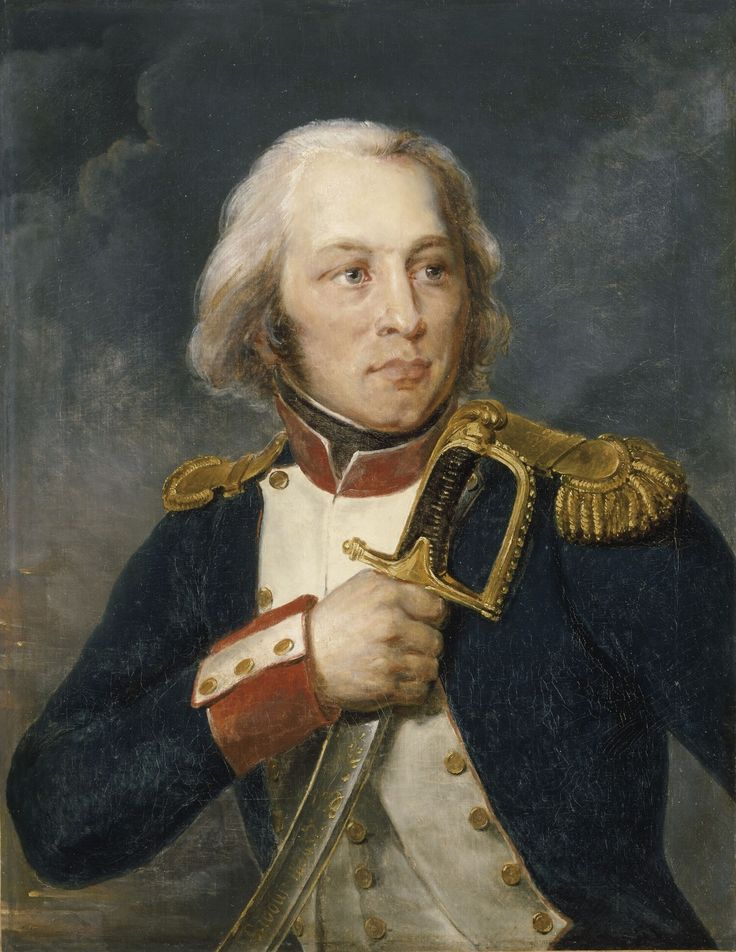
Claude Jacques Lecourbe en uniforme des volontaires du Haut-Jura par Esprit-Aimé Libour, salle du château de Versailles.

Après avoir suivi des études au collège de Poligny et Lons-le-Saunier, il laisse ses études incomplètes pour s'engager dans le régiment d'Aquitaine, où il sert pendant huit ans comme fusilier. Caporal congédié à la veille de la Révolution française, entré au sein de sa famille au commencement de la Révolution, il est appelé auprès du commandant de la garde nationale de Ruffey-sur-Seille dans le Jura en 1789.

### Carrière militaire sous la Révolution
Il devient chef du 7e bataillon de volontaires du Jura, se distingue aux armées du Haut-Rhin et du Nord, obtient le grade de chef de brigade le 20 mai 1794. Promu général de brigade le 12 juin 1794, à la bataille de Fleurus, il soutient avec trois bataillons, pendant sept heures, l'attaque d'une colonne ennemie forte de 5 000 hommes.
Nommé général de division le 5 février 1799, il attaque les troupes russes du Generalfeldmarschall Alexandre Vassilievitch Souvarov au pont du Diable, dans les gorges du massif du Saint-Gothard, et facilite la victoire d'André Masséna à Zurich les 25 et 26 septembre 1799. Lecourbe continue de se signaler éminemment pendant les campagnes suivantes, et déploie surtout dans la campagne de Suisse en 1799, les talents qui le placent au rang des plus habiles généraux de l'époque.
Lecourbe continue à s'illustrer avec l'armée du Rhin tout au long de l'année 1800. Il écrase une division autrichienne à Stockach le 3 mai, s'illustre encore brillamment à Hochstadt, puis mène une poursuite efficace après Hohenlinden jusqu'à la capitulation autrichienne.

### Disgracié par Napoléon et réhabilité par Louis XVIII

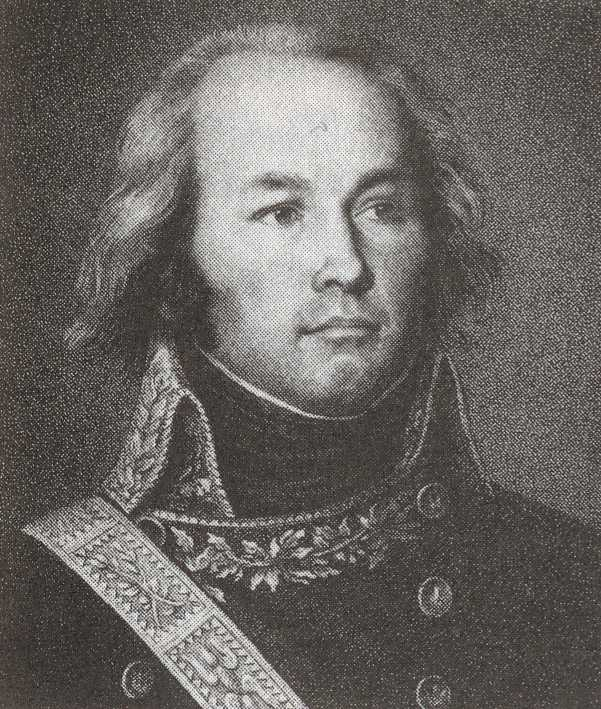
Le général Lecourbe.

Ami du général Jean-Victor Moreau, Lecourbe se déclare hautement pour lui lors du procès Cadoudal. S'étant attiré ainsi la disgrâce de Napoléon, il passe plusieurs années dans l'exil et n'est remis en activité qu'à la Restauration. Son amitié avec Moreau lui vaut d'être destitué par Napoléon Bonaparte et exilé dans le Jura le 10 septembre 1805. Le roi Louis XVIII le nomme grand officier de la Légion d'honneur et comte. Le 15 avril 1814, quelques jours après l'abdication de Napoléon Ier, le comte d'Artois le rappelle et le 3 janvier 1815, il redevient inspecteur général d’infanterie dans la 6e division militaire de Besançon. À Sainte-Hélène en 1819, Napoléon dira de lui : « Très brave, il eut été un excellent maréchal de France ; il avait reçu de la nature toutes les qualités nécessaires pour être un excellent général… »

### Cent-Jours et Seconde Restauration
Toutefois, lors du retour de l'île d'Elbe, pendant les Cent-Jours, il propose ses services à Napoléon qui lui donne le commandement du 8e corps basé dans le Jura et le nomme pair à la « Chambre impériale » et comte de l'Empire le 2 juin 1815. Il soutient plusieurs engagements contre le corps d'armée de l'archiduc Ferdinand et se maintient dans le camp retranché qu'il a établi sous les remparts de Belfort. Lors du second siège de Belfort, il réussit à bloquer pendant plusieurs semaines les armées coalisées avec des troupes très inférieures en nombre en s'opposant aux armées autrichiennes dans les combats de Foussemagne le 30 juin, Bourogne le 2 juillet et Chèvremont le 8 juillet.

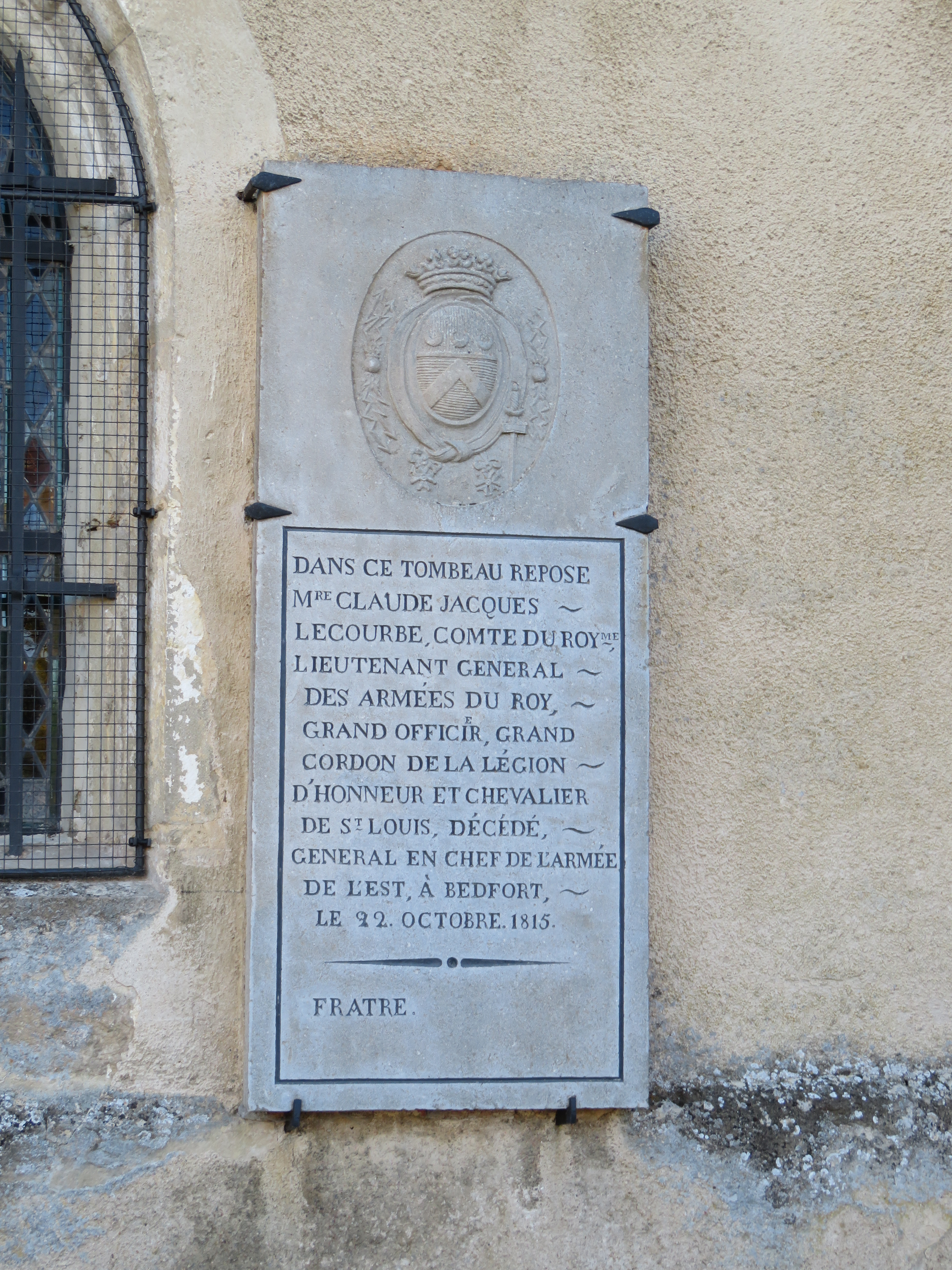
Plaque tombale de Lecourbe sur l’église de Ruffey-sur-Seille.

Louis XVIII prononce sa réadmission à la retraite le 4 septembre 1815. Accablé par les fatigues qu'il a dû supporter pendant sa dernière campagne, Lecourbe, atteint depuis longtemps d'une maladie de la vessie, meurt le 22 octobre 1815 à Belfort, où il a établi son quartier général pendant les Cent-Jours. Son tombeau se trouve à Ruffey-sur-Seille, près de Lons-le-Saunier. Son nom est inscrit sur le côté est de l'arc de triomphe de l'Étoile.

## Hommages et postérité

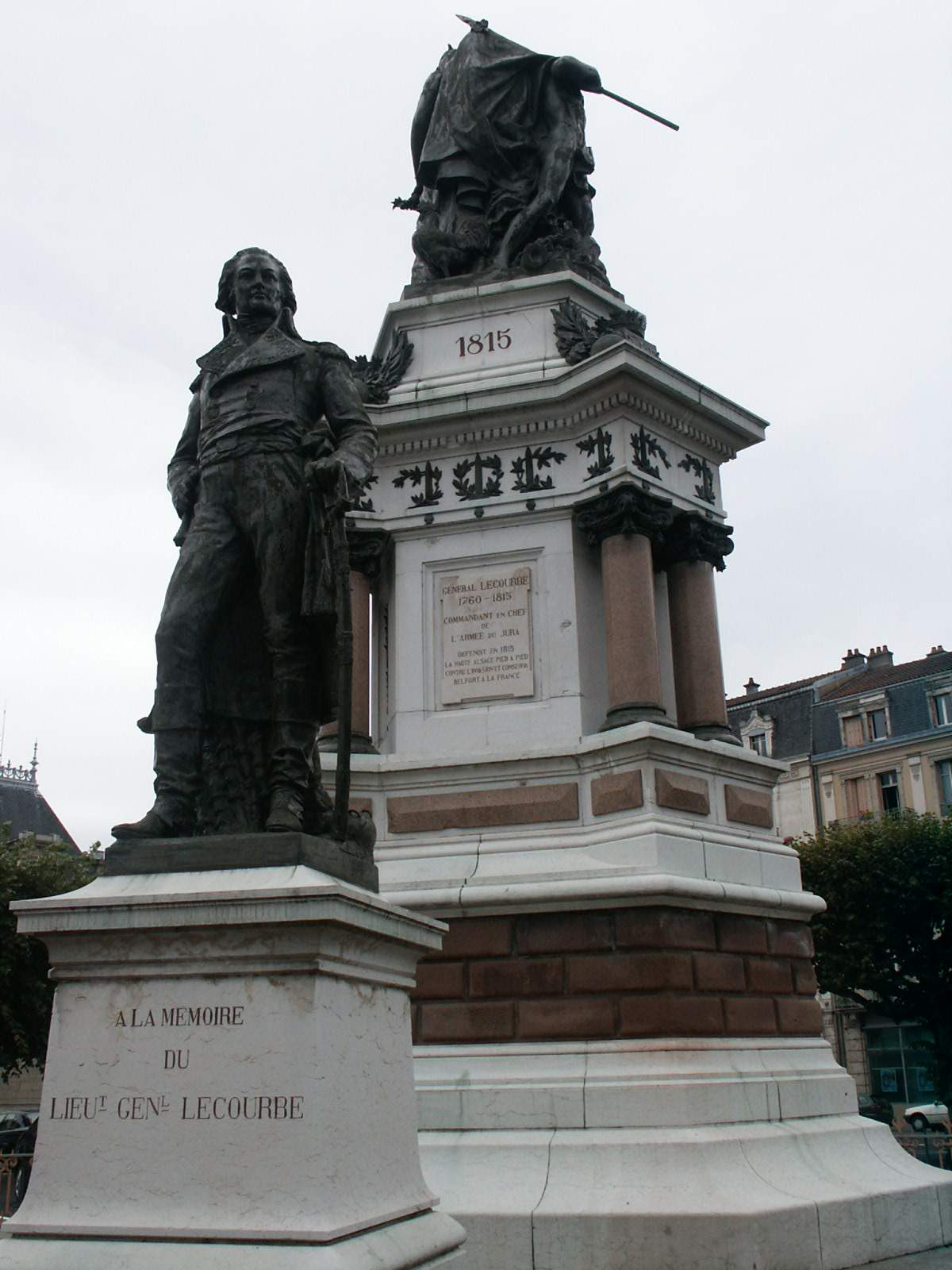
Monument au général Lecourbe sur la Place de la République à Belfort.

Un monument à sa mémoire est érigée à Lons-le-Saunier, place de la Liberté, en 1857 (date de l'inauguration), par dotation de l'empereur. La statue en pied par Antoine Étex est accompagnée de deux bas reliefs, commandés par la ville de Lons également à Étex, représentant la bataille du pont de Seefeld (1799) et la défense de Belfort en 1815.
En 1913, est inauguré place de la république à Belfort, le monument des trois sièges, œuvre de Bartholdi et de ses élèves. Les trois défenseurs de la ville, dont Lecourbe, sont placés en triangle autour d'une statue représentant une allégorie de la France et de l'Alsace.
Dans le 15e arrondissement de Paris et à Besançon, une rue a été nommée en son honneur (cf. rue Lecourbe, 15e).
Une partie de la correspondance du général Lecourbe est conservée aux Archives nationales sous la cote 202AP.

## Sources partielles
- « Claude Jacques Lecourbe », dans Charles Mullié, Biographie des célébrités militaires des armées de terre et de mer de 1789 à 1850, 1852 [détail de l’édition].
- « Claude Jacques Lecourbe », dans Adolphe Robert et Gaston Cougny, Dictionnaire des parlementaires français, Edgar Bourloton, 1889-1891 [détail de l’édition].
- Thierry Choffat, Jean-Marie Thiébaud, Gérard Tissot, Les Comtois de Napoléon - Cent destins au service de l'Empire, préface de S.A.R. le prince Joachim Murat, Yens-sur-Morges (Suisse), Cabedita, 2006, p. 155-156  (ISBN 2-88295-478-6).
- Archives nationales (CARAN) – Service Historique de l’Armée de Terre – Fort de Vincennes – Dossier S.H.A.T. Côte : 7 Yd 307.
- Georges Six, Dictionnaire biographique des généraux & amiraux français de la Révolution et de l'Empire (1792-1814), Paris : Librairie G. Saffroy, 1934, 2 vol., p. 85 à 87